# Pilar de Zubiaurre
Pilar de Zubiaurre Agirrezabal (Garay, 1884-Ciudad de México, 1970) fue una intelectual, escritora, pianista y marchante de arte española que vivió durante más de treinta años exiliada en México como consecuencia de la Guerra Civil Española. Pertenecía a una familia acomodada; su padre, Valentín María de Zubiaurre, fue maestro de la capilla del Palacio Real, mientras que sus hermanos, los pintores Valentín y Ramón de Zubiaurre, fueron afamados artistas cuyos cuadros se exhibieron en exposiciones de todo el mundo. Pilar de Zubiaurre se casó en 1922 con Ricardo Gutiérrez Abascal, crítico de arte conocido por el pseudónimo «Juan de la Encina».

## Actividad intelectual y vital
Nacida el 24 de julio de 1884 en la localidad vizcaína de Garay, Zubiaurre participó activamente en la cultura de su tiempo, lo que ha llevado a Iker González-Allende, editor de sus obras, a denominarla "mujer del 98" y "mujer moderna". Fue una de las impulsoras de la revista Hermes: Revista del País Vasco (1917-1922). En la década de 1910 organizaba reuniones intelectuales en el estudio de pintura de sus hermanos en Madrid, reuniones conocidas como "los Sábados de los Zubiaurre". A estas tertulias acudían los intelectuales y artistas más destacados de su tiempo, desde Manuel de Falla, hasta José Ortega y Gasset, Diego Rivera y Juan Ramón Jiménez. Zubiaurre dio a conocer la pintura de sus hermanos y actuó como su marchante de arte, organizándoles exposiciones y vendiendo sus cuadros. Más adelante, Zubiaurre fue una de las co-fundadoras del Lyceum Club Femenino, donde dirigió la Sección de Literatura desde 1928 a 1932 y se encargaba de organizar charlas. Allí intimó con escritoras como Ernestina de Champourcin y Concha Méndez. También era amiga de Federico García Lorca, quien le dedicó el poema titulado "Tres ciudades".
Durante la Guerra Civil Española, Zubiaurre y su esposo siguieron al Gobierno Republicano a Valencia, donde se alojaron en la Casa de la Cultura. Juan de la Encina fue invitado por Lázaro Cárdenas a formar parte de la Casa de España en México, por lo que él, Zubiaurre y su único hijo, Leopoldo, se exiliaron en Francia y de allí salieron en 1938 rumbo a México, deteniéndose previamente en Nueva York, donde se reunieron con Zenobia Camprubí y Juan Ramón Jiménez. Zubiaurre regresó a España por primera vez en 1951 y posteriormente volvió en 1955 con su esposo. A partir de 1964 viajará todos los años a España, falleciendo finalmente el 24 de junio de 1970 en México. Sus restos fueron trasladados a Garay.

## Obras
Zubiaurre publicó artículos en periódicos y revistas. En 1909 publicó bajo el pseudónimo de "Hulda de Garay" varios artículos en el periódico nacionalista Bizkaitarra, con el título de "El arte como educativo social", señalando en ellos la necesidad del impulso de las artes en el País Vasco. Posteriormente, en el exilio, con el pseudónimo de "Landabarrenako Damia" ("La Señora de Landabarrena", siendo Landabarrena el nombre del caserío familiar en Garai), publicó varios artículos en Euzko Deya: La voz de los vascos en México desde 1944 hasta 1958, con el título de "Evocación", en los que recuerda el paisaje, las costumbres y personas del País Vasco. Asimismo, escribió unos diarios desde 1913 hasta 1943, en los que muestra su activa vida cultural, su entusiasmo por la Segunda República, su apoyo a los republicanos y nacionalistas vascos durante la Guerra Civil Española y el dolor del exilio. Tanto los artículos como los diarios fueron editados por Iker González-Allende en el libro titulado Evocaciones: Artículos y diario (1909-1958).
Zubiaurre también mantuvo una amplia correspondencia epistolar durante toda su vida, conservada mayormente en el Archivo del Museo de Bellas Artes de Bilbao. Dicha correspondencia se ha editado en el Epistolario de Pilar de Zubiaurre (1906-1970) (Támesis, 2014), en el que se recogen 188 cartas inéditas que recibió de escritores y artistas como Azorín, Gabriel Miró, José de Togores y Concha Méndez. Las cartas de las décadas 1910-30 muestran su activa vida cultural al organizar reuniones y participar en los círculos artísticos de la época. En las cartas escritas durante la Guerra Civil se aprecian los esfuerzos propagandísticos de los intelectuales, así como el hambre, los bombardeos y las dificultades de la vida cotidiana. Durante el exilio cultivó una larga correspondencia epistolar con otras mujeres intelectuales como Zenobia Camprubí y María Martos de Baeza, manteniendo viva la memoria de la España republicana. Falleció el 24 de junio de 1970.